# Lortsjön
Lortsjön är en sjö i Vallentuna kommun i Uppland och ingår i Norrtäljeån-Åkerströms kustområde.